# 펠리노어
페리노아왕은 브리튼 남부의 융성한 왕국의 왕이었다. 후일 아서왕이 동맹을 깨고 들어올 때 저항하였지만 란슬롯이 꺾이고 죽음을 맞는다. 상처로 인해 평생 말을 탈 수 없었던 몸이라서 어부왕이라는 별칭이 있었다.